# Národní muzeum umění (Chile)
Národní muzeum umění (španělsky Museo Nacional de Bellas Artes) je chilské muzeum umění v Santiagu de Chile. Bylo otevřeno 18. září 1880. Prvním ředitelem muzea byl malíř Juan Mochi. Dne 21. září 1910 se muzeum přestěhovalo do nové budovy v neobarokním stylu.

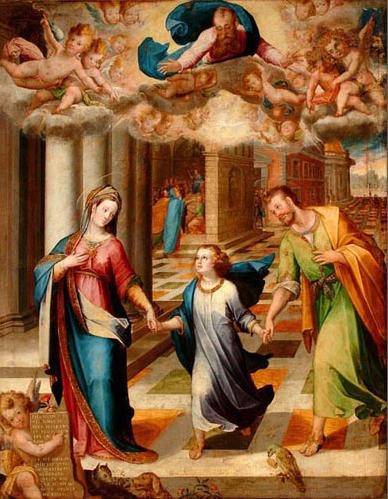
Matteo Perez d'Aleccio, Ježíš ztracený a nalezený v chrámu, přelom 16. a 17. století
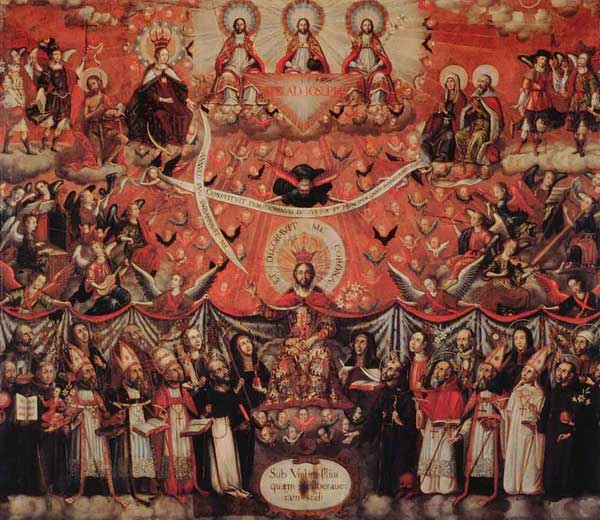
Gaspar Miguel de Berrío, Patronství sv. Josefa, 1774
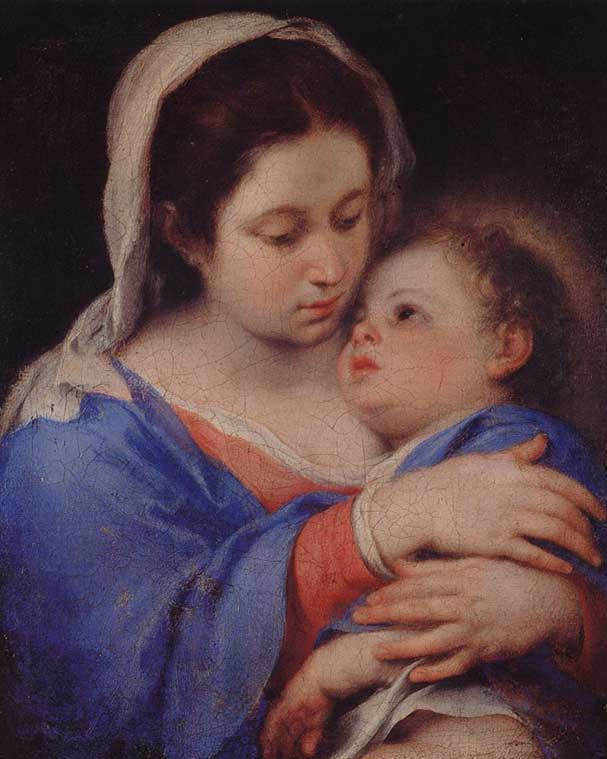
Bartolomé Esteban Murillo, Panna Maria s Ježíškem
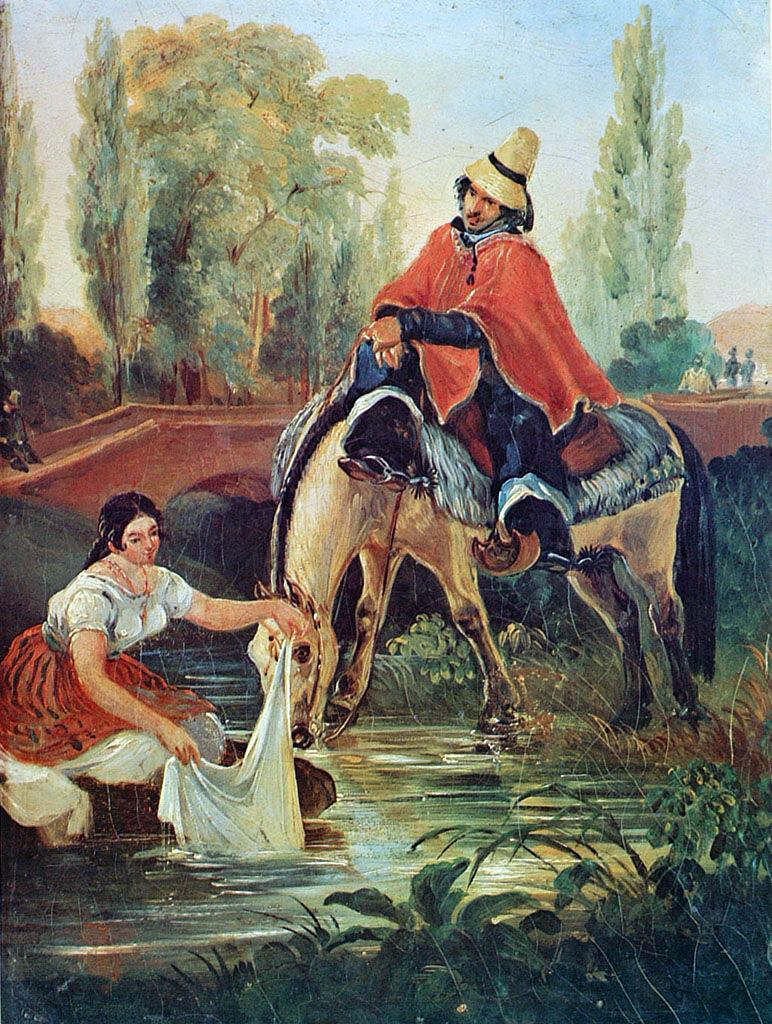
Johann Moritz Rugendas, Huaso a pradlena, 19. století
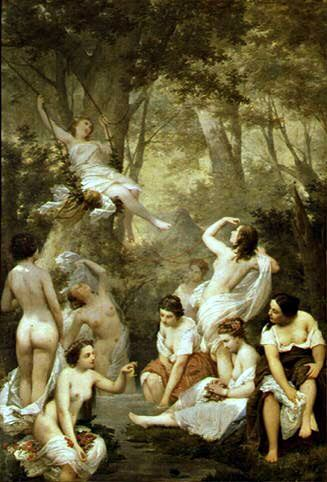
Raymond Monvoisin, Koupající se nymfy, 19. století
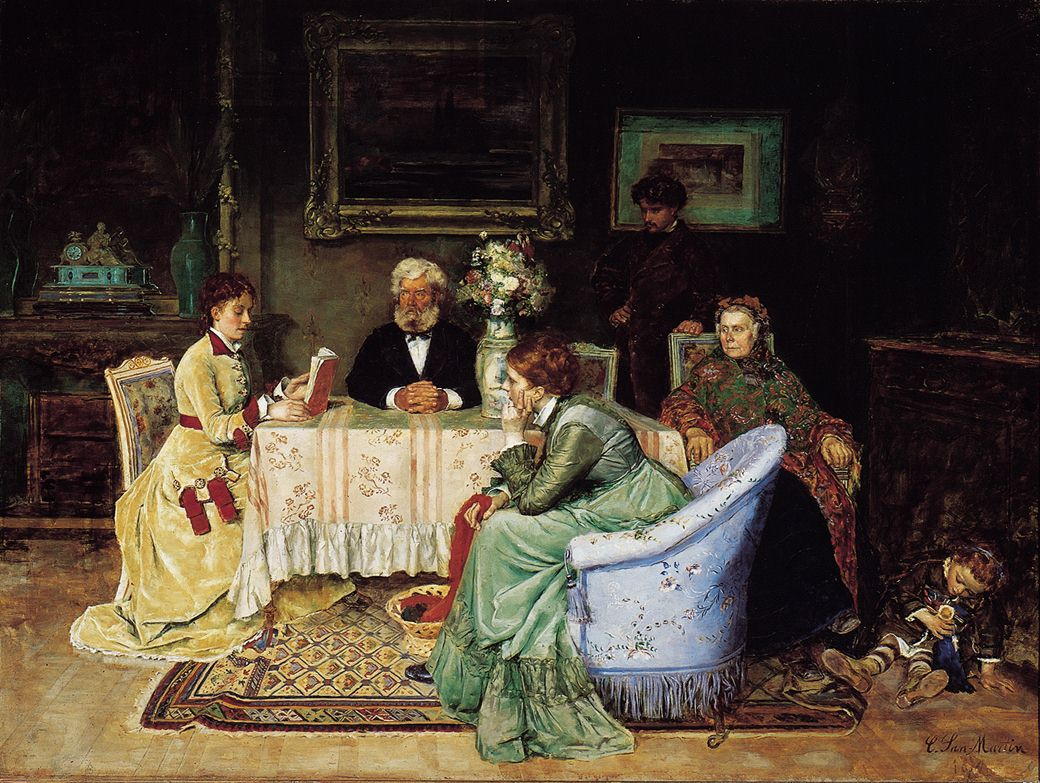
Cosme San Martín. Předčítání, 1874
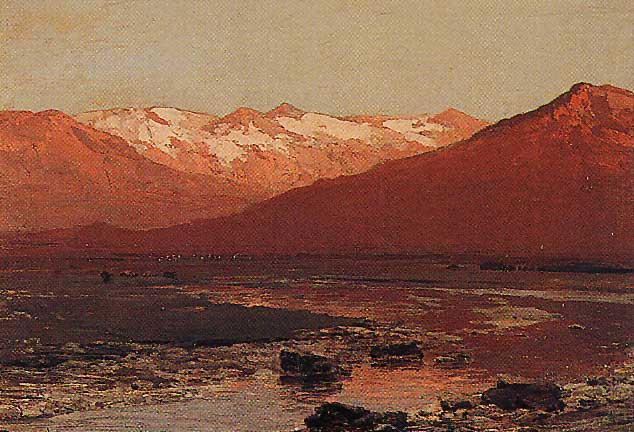
Thomas Somercasales, Červená krajina, 1888
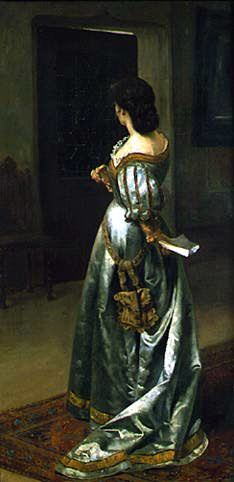
Pedro Lira, Milostný dopis
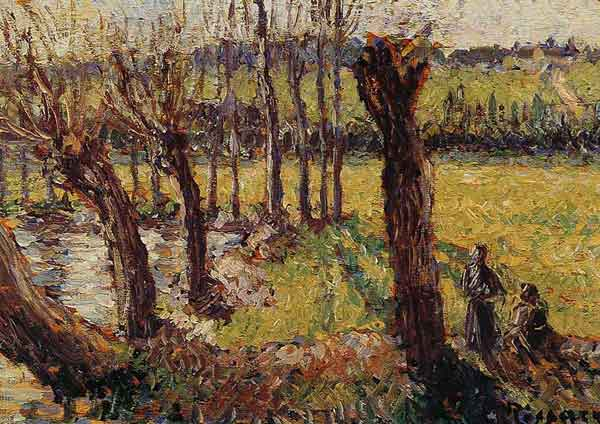
Camille Pissarro, Vrby v zimě, 1891.
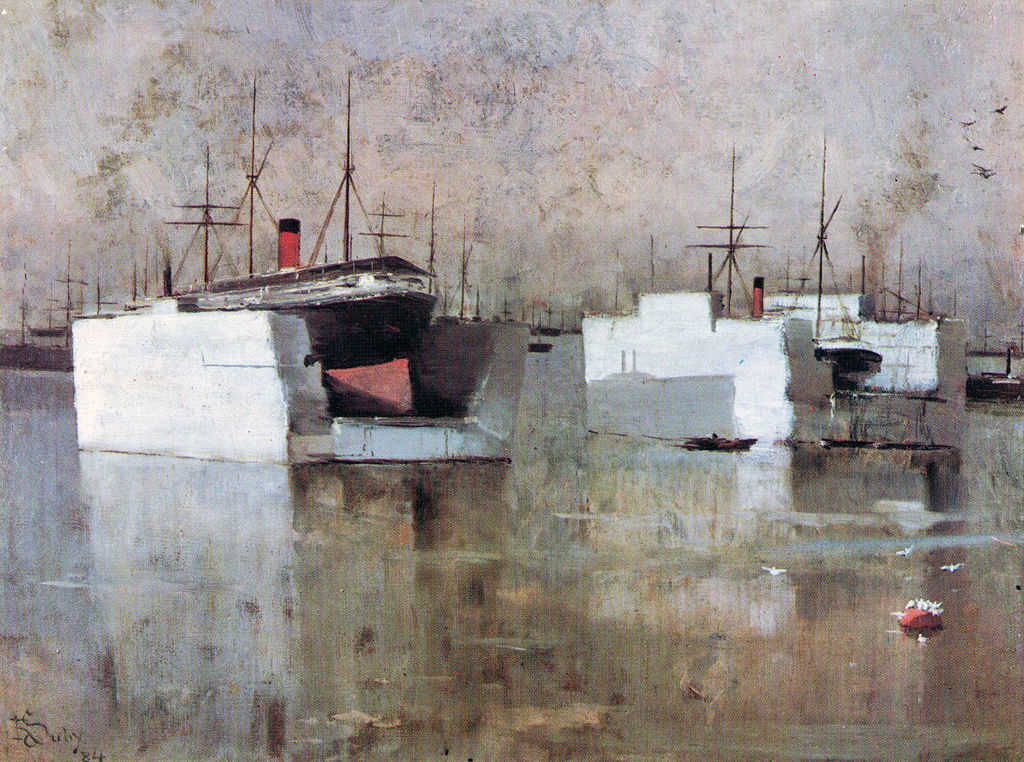
Ramón Subercaseaux Vicuña, Doky ve Valparaisu, 1884
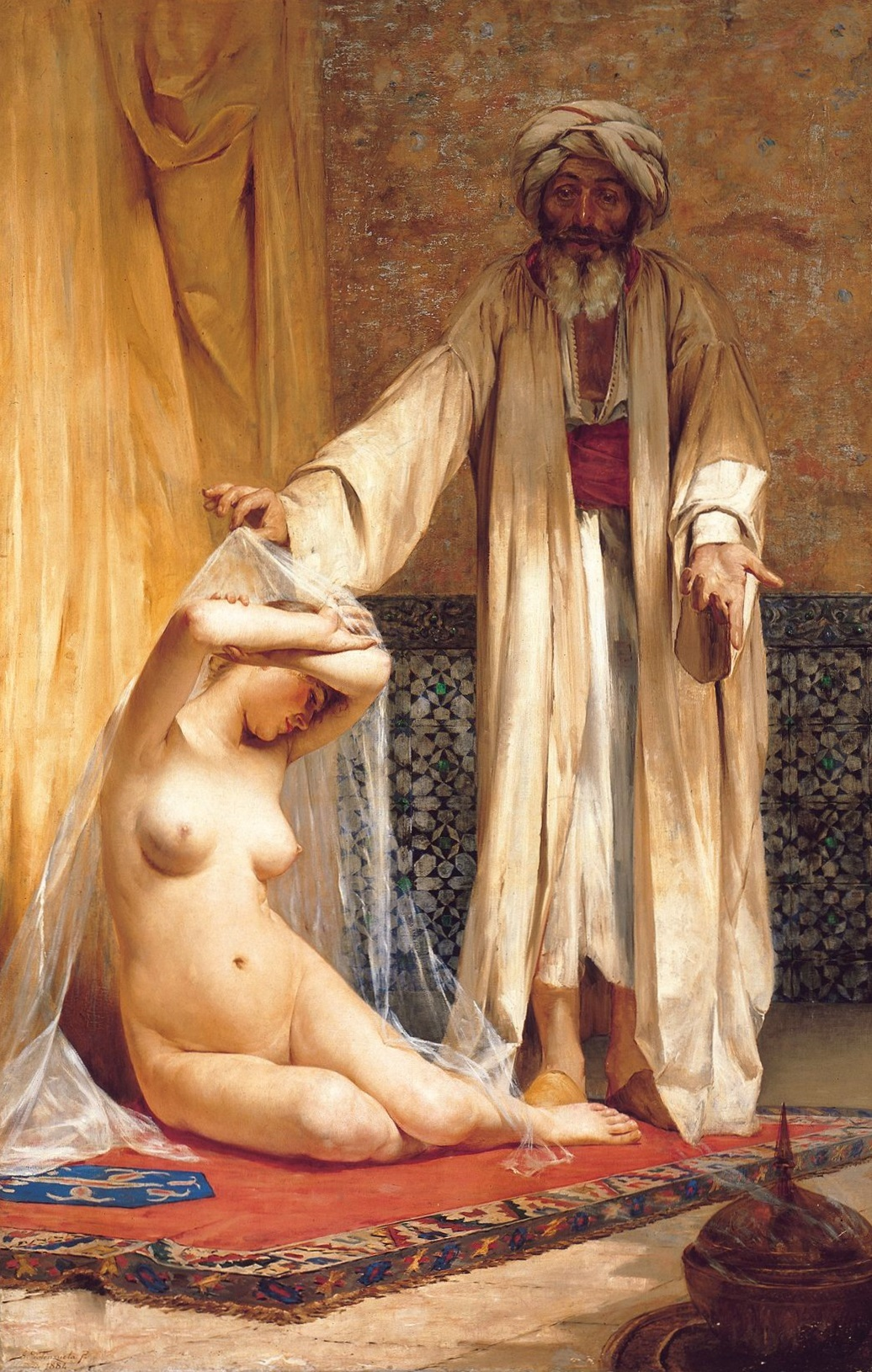
Alfredo Valenzuela Puelma, Obchodníkova perla, 1884